# Tetramelas triphragmioides
Tetramelas triphragmioides är en lavart som först beskrevs av Martino Anzi, och fick sitt nu gällande namn av Anders Nordin och Leif Tibell. Tetramelas triphragmioides ingår i släktet Tetramelas, och familjen Physciaceae. Arten är reproducerande i Sverige.